# Jean IV de Trébizonde
Jean IV de Trébizonde ou Jean IV Grand Comnène (en grec : Ἰωάννης Δʹ Μέγας Κομνηνός, Iōannēs IV Megas Komnēnos) dit le Beau, est un empereur de Trébizonde né en 1403 et mort en 1458. Il est le fils aîné de Alexis IV Grand Comnène et de Théodora (parfois nommé Helena) Kantakouzènè. Il a régné sur l'empire de Trébizonde à partir de 1429 jusqu’à sa mort et fut l’avant-dernier empereur du monde byzantin.
Son règne correspond à une période générale de déclin de l’influence grecque en Anatolie, où l’empire de Trébizonde fut au centre des convoitises de plusieurs acteurs étrangers. Le plus souvent à la merci des aléas de la situation géopolitique de la région, il réussit malgré tout à maintenir l’intégrité de l’empire.

## Accession au Pouvoir
Peu d’éléments sont connus de la jeunesse de Jean IV. Dans plusieurs événements, la seule source d’époque rapportant sa vie avant l’accession au trône est l’Histoire de Laonikos Chalkokondydes.
Probablement au début de la décennie 1420, Jean fut nommé par son père Alexis IV comme coempereur de Trébizonde. En 1426, il suspecta sa mère Théodora d’entretenir une relation d’adultère avec le trésorier. Après avoir mis à mort ce dernier, il enferma son père l’empereur et sa mère dans leur chambre avec l'intention de les assassiner. Selon l’historien William Miller, Jean cherchait à laver l’honneur de sa famille éclaboussé par ce scandale d’adultère. Mais il fut arrêté par des nobles du palais et se vit contraint de prendre la fuite pour se réfugier à la cour du roi Alexandre de Géorgie. C’est au cours de cet exil que Jean épousa une des filles de ce dernier, dont le nom nous est inconnu.
L’année suivante, en 1427, il quitta la Géorgie pour s’installer dans la colonie génoise de Caffa. Située sur la péninsule de Crimée, la ville est à l’époque le port commercial le plus important sur la mer noire, par lequel transite une bonne partie des produits en provenance d’Orient, mais aussi du blé des plaines russes et produits de la mer, qui assurent une bonne partie du ravitaillement en nourriture de la ville de Trébizonde.
En arrivant dans cette grande cité commerciale, Jean a pour ambition d’y lever une armée afin de renverser son père, qui a désormais nommé son second fils, Skantarios, comme despote et successeur. Les autorités de la ville sont toutefois réticentes à l’accueillir, ceux-ci voulant maintenir de bonnes relations avec Alexis IV. Jean réussi tout de même à louer un grand navire et à engager un équipage ainsi que des miliciens pour servir sa cause.
Jean s’embarqua avec ses troupes pour Trébizonde en septembre ou octobre 1429 et débarqua à Kordyle pour y établir une tête de pont au monastère de Saint Phokas. Son père leva une armée contre lui, mais il finira assassiné dans sa tente par des émissaires de son fils. Après cet épisode, Jean témoignera n’avoir jamais ordonné l’assassinat de son père, mais seulement sa capture.
Quant à son frère Skantarios, il s’enfuit probablement vers Constantinople. Jean Comnène devient ainsi empereur et nomme son frère cadet David comme despote et coempereur, qui gouvernera à ses côtés pendants tout son règne.

## Politique extérieure

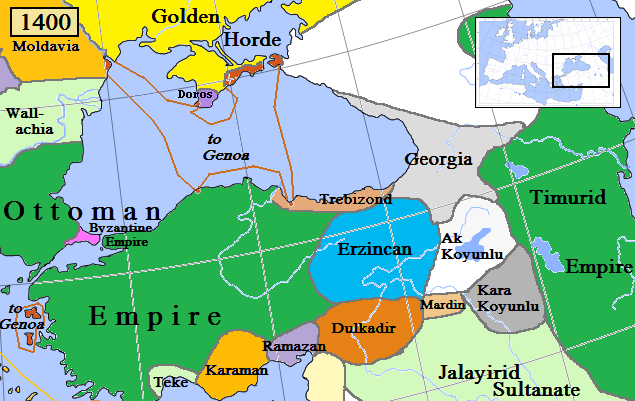
La situation géopolitique de l'Anatolie autour de 1400, quelque temps avant le règne de Jean IV.

Afin de maintenir en bon état son empire, Jean IV passera une bonne partie de son règne à participer au jeu géopolitique de la région, nouant des alliances afin d’assurer la sauvegarde de son empire tout en tentant de s’opposer aux acteurs convoitant Trébizonde.

### Relations avec les Génois de la mer noire
La diplomatie entre les Génois et Trébizonde de Jean IV furent souvent houleuses. Le règne de Jean IV sera surtout marqué par une tension constante avec les Génois de la mer noire, débouchant parfois des escarmouches.
Dès 1431, les Génois de Caffa envoient une agente auprès de l’empereur, afin d’établir une relation pacifique, mais cette dernière demande aussi à l’empereur le paiement de dettes ainsi que de contribuer financièrement à la reconstruction de la colonie génoise établie à Trébizonde. Dix ans plus tard, il semble que les dettes ne sont toujours pas payées, l’envoyée génoise réclamant toujours des paiements.
Les deux décennies suivantes furent ponctuées des hausses de tension entre Gênes et Trébizonde. Ainsi, en 1447, Jean IV est accusé par les Génois d’avoir pillé des galères, d’avoir violé des traités et d’abriter des rebelles dans la forteresse génoise de Trébizonde. Jean IV redoute cependant une alliance entre Byzance et Gênes contre lui et a peur de voir s’interrompre ses exportations vers Caffa. Pour l’Empereur la rupture du commerce avec la colonie génoise représenterait un coup fatal pour l’économie de l’empire. Trébizonde exporte une bonne partie de sa production économique, en particulier les noisettes, le vin, le sel et l’huile d’olive vers Caffa. Jean IV se voit donc contraint de céder aux demandes des Génois et accepte de donner des privilèges commerciaux aux marchands de la ville italienne ainsi que la compensation financière demandée, qui restera toujours impayée en 1457.

### Raid de Djunyad Safawi
Jean IV subit au cours de son règne, à une date qui fait débat, un raid du Shaykh iranien Djunayd. L’année précise de ce raid est inconnue en raison des contradictions dans les chroniques de l’époque, mais les estimations s’étendent sur toute la période du règne de Jean IV. Ainsi, pour William Miller, elle a lieu quelques années après la prise de pouvoir par l’empereur, alors que pour Rustam Shujurov, elle est aussi tardive que 1456, au même moment que le siège de Belgrade par les Ottomans.
À la tête de son armée, Djunayd vagabonde depuis plusieurs années en Anatolie à la recherche d’un endroit où s’installer. Il se vit ainsi refuser l’établissement par les Ottomans et les Karamanides, puis fut pourchassé par le sultan égyptien. En se dirigeant vers l’Anatolie orientale, il décide de saccager Trébizonde pour s’approprier ses richesses. 
Jean IV doit lever une armée et engage plusieurs escarmouches avec le Shaykh qui échouent toutes, se soldant à chaque fois par la débandade de l’armée impériale. Après avoir pillé la campagne, Djunyad assiège quelques jours Trébizonde, avant de rebrousser chemin, faute de moyens pour mener le siège de la ville.Pour l’historien Shujurkov, le raid démontre l’incapacité de Jean IV et de son armée à assurer une défense efficace face à une menace extérieure. L’empire ne compte désormais que sur leur système de muraille pour survivre, attendant une fin inévitable si une force suffisamment équipée venait à attaquer la ville.

### Conflits avec les Ottomans (1442-1457)
L’Empire ottoman constitue à l’époque du règne de Jean IV la principale puissance d’Anatolie et par sa volonté d’expansion, menace inexorablement le petit empire de Trébizonde, qui se retrouve rapidement soumis à son puissant voisin.
En 1442, le sultan Mourad II envoie une flotte ravager l’empire et si possible capturer la ville, mais elle se replie après avoir perdu des navires dans une tempête.
Après la chute de Constantinople en 1453, le jeune sultan Mehmed II chercha à annexer définitivement les dernières poches de domination grecque. La chute de Trébizonde apparaissait dès lors comme inévitable. En 1456, le sultan chargea le gouverneur d’Amasia Chetir de soumettre l’empire de Jean IV. Les canons ottomans ne parvinrent pas à ouvrir des brèches dans les murs de la ville, mais les raids sur la côte et dans les environs de la capitale occasionnèrent de lourdes pertes aux Grecs, laissant la ville quasiment sans ressources. Jean IV réussit tout de même à conserver son trône grâce à des négociations, s’engageant à payer un tribut de 2 000 pièces d’or aux Ottomans, porté plus tard à 3 000 pièces, devenant ainsi un vassal de l’empire ottoman.

### Alliance avec les Moutons Blancs turcomans et la tentative de coalition anti-ottomane (1457-1460)
L’année suivant le raid ottoman sur Trébizonde, Jean IV chercha s’affranchir de la tutelle ottomane en contractant des alliances avec d’autres états des environs afin de faire contrepoids à la puissance ottomane. Il se tourna alors vers Uzun Hassan, khan de la confédération de Aq Qoyunlu, les Moutons blancs turcomans. S’étant établis dans la foulée des conquêtes de l’empire de Timur au début du XVe siècle, ceux-ci contrôlaient une bonne partie de l’Anatolie orientale et de la Mésopotamie et constituaient vers 1450 un puissant état. Jean IV signa une alliance avec Aq Qoyunlu, qui s’engageait à défendre Trébizonde dans l’éventualité d’une attaque ottomane, contre laquelle Jean IV offrait sa fille Théodora en mariage à Uzun Hassan.
Maintenant sous tutelle des Moutons blancs, Jean IV chercha à réunir une coalition de dernière chance afin de sauver son empire et freiner l’expansion des Ottomans. En plus de l’alliance avec Aq Qoyunlu, Jean IV négocia des alliances avec le royaume de Géorgie et les émirats de Sinope et de Karaman.

## Politique religieuse
Continuant dans la même lignée que ses prédécesseurs, l’empereur Jean IV témoigna au cours de son règne d’une ouverture religieuse envers les autres branches du christianisme non orthodoxe, cherchant à recevoir le plus d’appui externe contre la menace de l’Empire ottoman.
Il fit ainsi preuve de tolérance envers les chrétiens arméniens, qui colonisaient peu à peu le territoire de Trébizonde depuis deux siècles. Ainsi, l’empire consacra un évêché arménien et Jean IV supervisa la construction de plusieurs églises arméniennes dans la capitale ainsi qu’un monastère à Kaymankli. Pour l’historien Sergei Karpov, cette tolérance envers les Arméniens est avant tout une mesure politique, l’empereur cherchant à mettre de son côté la population arménienne grandissante afin qu’ils participent à la défense de la ville en cas d’une attaque ottomane.

### Tentative d'union avec l'Église Catholique
Jean IV continua aussi la politique de rapprochement avec l’Église catholique romaine. L’empire compte déjà au début de son règne plusieurs églises catholiques à Trébizonde, dans les quartiers génois et vénitiens. La ville possède aussi un monastère franciscain, mentionné dans un document en 1440.
Malgré leur hostilité à l’union des Églises d’Occident et d’Orient, les Comnènes de Trébizonde menant depuis des générations une politique anti-unioniste, Jean IV va plus loin que simplement tolérer les catholiques dans la ville. Il cherche dans le même sens que Byzance à se rapprocher du pape afin de favoriser la coopération dans la lutte contre l’Empire ottoman. Ainsi, le métropolite de Trébizonde, Dorotheos I, le philosophe Georges Amiroutzès et le grand chancelier accompagnèrent la délégation orthodoxe menée par l’empereur byzantin Jean VI Paléologue qui participa au concile de Florence de 1439.
Malgré la signature par le métropolite de Trébizonde de l’acte d’union des deux Églises, la proposition est rejetée par Jean IV. Mais l’Empereur resta néanmoins en contact avec Rome, dont la position de l’Empire en tant que dernier bastion grec en Anatolie, représentait une porte d’entrée pour une future croisade des Occidentaux contre les ottomans. La chute de Constantinople en 1453 renforça encore plus l’importance stratégique de Trébizonde. Ainsi, durant la décennie 1450, les papes Calixte III et Pie II maintiennent la correspondance avec Jean IV, dans l’espoir d’y démarrer une croisade.

## Mort
Alors qu’il préparait la formation de l’alliance anti-ottomane tout en renforçant les défenses de sa capitale, Jean IV décéda dans des circonstances inconnues, Alexis V lui succédant pour quelques heures, avant que son frère David usurpe le pouvoir par un coup d'état. La date de la mort de Jean IV est elle aussi inconnue, située entre l’année 1458 et 1460. Selon l’historien contemporain Thierry Ganchou, le moment le plus plausible serait le printemps 1460. Cette hypothèse s’appuie une lettre annonçant la mort du souverain qui est parvenu à Caffa le 19 avril 1460, alors que la nouvelle suivante arrivant à la colonie génoise est datée du 5 mai et mentionne la prise de pouvoir par son frère David aux dépens du fils de Jean IV. Ainsi, la date de sa mort ne saurait être très éloignée de la succession de son frère et se situerait donc quelque temps avant le 19 avril.

## Mariages et enfants
Jean IV a épousé en premières noces une fille anonyme du roi de Géorgie Alexandre Ier le Grand, en secondes noces une princesse turque anonyme,.
Il a eu un enfant attesté :
- Théodora, qui épouse Uzun Hasan[20] ; ils sont les grands-parents maternels d’Ismaïl Ier, fondateur de la dynastie des Séfévides de Perse [5];

- Alexis V (1455-1463), autrefois présenté comme son fils, serait en réalité son neveu[5];
- l'existence d'une autre fille, Valenza, épouse de Niccolò Crispo, seigneur de Syros, est généralement rejetée pour des raisons chronologiques[5].